# Francesco Maria Machiavelli
Francesco Maria Machiavelli o Macchiavelli (Firenze, 1608 o 1610 – Ferrara, 20 o 22 novembre 1653) è stato un cardinale e patriarca cattolico italiano.

## Biografia
Terzogenito di Filippo Machiavelli e di Maria Magalotti, per via materna poteva vantare un illustre parentado che lo avrebbero favorito nella carriera ecclesiastica: oltre ad essere nipote del cardinale Lorenzo Magalotti, era inoltre legato a Maffeo Barberini in quanto la zia Costanza Magalotti ne sposato il fratello Carlo Barberini.
Quando Maffeo Barberini venne eletto papa con il nome di Urbano VIII, il Machiavelli fu mandato a Roma per studiare in seminario (prima grammatica e materie umanistiche, quindi giurisprudenza). In giovanissima età ottenne dal pontefice un canonicato presso la basilica di San Pietro.
Papa Urbano VIII lo creò cardinale nel concistoro del 16 dicembre 1641.
Morì nel novembre del 1653 e fu sepolto nella cattedrale, di fronte all'altare del Santo Angelo Custode.

## Genealogia episcopale e successione apostolica
La genealogia episcopale è:
- Arcivescovo Filippo Archinto
- Papa Pio IV
- Cardinale Giovanni Antonio Serbelloni
- Cardinale Carlo Borromeo
- Cardinale Ottavio Paravicini
- Cardinale Giambattista Leni
- Cardinale Giulio Roma
- Arcivescovo Martino Alfieri
- Cardinale Francesco Maria Machiavelli

La successione apostolica è:
- Vescovo Muzio de Rosis (1642)
- Papa Innocenzo XI (1651)